# Automeris fieldi
Automeris fieldi är en fjärilsart som beskrevs av Lemaire 1969. Automeris fieldi ingår i släktet Automeris och familjen påfågelsspinnare. Inga underarter finns listade i Catalogue of Life.